# Завръщането на Франк Джеймс
„Завръщането на Франк Джеймс“ (на английски: The Return of Frank James) е уестърн на режисьора Фриц Ланг, който излиза на екран през 1940 година.

## Сюжет
След смъртта на брат си Джеси Джеймс, Франк Джеймс се заема да отмъсти на убийците му Боб и Чарли Форд.

## В ролите
| Актьор               | Роля            |
| -------------------- | --------------- |
| Хенри Фонда          | Франк Джеймс    |
| Джийн Тиърни         | Елинор Стоун    |
| Джеки Купър          | Клем            |
| Хенри Хъл            | Майор Руфъс Коб |
| Джон Карадайн        | Боб Форд        |
| Джей Едуард Бромберг | Джордж Рунян    |
| Доналд Мийк          | Маккой          |